# Batrachosuchus
Batrachosuchus là một chi động vật lưỡng cư tuyệt chủng từ kỷ Trias của Nam Phi. Nó dài hơn 71 cm, và được biết đến từ một hộp sọ dài 21 cm.